# Dichondra
Genre
Dichondra est un genre de plantes de la famille des Convolvulaceae.

## Liste des espèces et variétés
Selon Catalogue of Life (3 décembre 2020) :
- Dichondra argentea Humb. & Bonpl. ex Willd.
- Dichondra brachypoda Woot. & Standl.
- Dichondra brevifolia J. Buch.
- Dichondra carolinensis Michx.
- Dichondra donelliana Tharp & M. C. Johnston
- Dichondra evolvulacea (L. fil.) Britton
- Dichondra macrocalyx Meisn.
- Dichondra micrantha Urb.
- Dichondra microcalyx (Hall. fil.) Fabris
- Dichondra nivea (T. S. Brandegee) Tharp & M. C. Johnston
- Dichondra occidentalis House
- Dichondra parvifolia Meisn.
- Dichondra recurvata Tharp & M. C. Johnston
- Dichondra repens J. R. Forster & G. Forster
- Dichondra sericea Sw.

Selon World Checklist of Selected Plant Families (WCSP) (3 décembre 2020) :
- Dichondra argentea Willd. (1806)
- Dichondra brachypoda Wooton & Standl. (1913)
- Dichondra brevifolia Buchanan (1871)
- Dichondra carolinensis Michx. (1803)
- Dichondra donelliana Tharp & M.C.Johnst. (1961)
- Dichondra evolvulacea (L.f.) Britton (1894)
- Dichondra macrocalyx Meisn. (1869)
- Dichondra micrantha Urb. (1924)
- Dichondra microcalyx (Hallier f.) Fabris (1965)
- Dichondra nivea (Brandegee) Tharp & M.C.Johnst. (1961)
- Dichondra occidentalis House (1906)
- Dichondra parvifolia Meisn. (1869)
- Dichondra recurvata Tharp & M.C.Johnst. (1961)
- Dichondra repens J.R.Forst. & G.Forst. (1776)
- Dichondra sericea Sw. (1788)
  - variété Dichondra sericea var. holosericea (O'Donnell) Fabris (1965)
  - variété Dichondra sericea var. sericea
  - variété Dichondra sericea var. tomentosa W.R.Buck ex Tronc. & Bacigalupo (1977 publ. 1978)

Selon Tropicos (3 décembre 2020) (Attention liste brute contenant possiblement des synonymes) :
- Dichondra argentea Humb. & Bonpl. ex Willd.
- Dichondra brachypoda Wooton & Standl.
- Dichondra brevifolia Buchanan
- Dichondra carolinensis Michx.
- Dichondra donelliana Tharp & M.C. Johnst.
- Dichondra evolvulacea (L. f.) Britton
- Dichondra macrocalyx Meisn.
- Dichondra micrantha Meisn.
- Dichondra microcalyx (Hallier f.) Fabris
- Dichondra nivea (Brandegee) Tharp & M.C. Johnst.
- Dichondra occidentalis House
- Dichondra parvifolia Meisn.
- Dichondra recurvata Tharp & M.C. Johnst.
- Dichondra repens J.R. Forst. & G. Forst.
- Dichondra sericea Sw.
- Dichondra villosa Parodi